# Oliver Leese
Oliver William Hargreaves Leese (Londra, 27 ottobre 1894 – Londra, 22 gennaio 1978) è stato un generale britannico.

## Biografia

### I primi anni
Leese era figlio di sir William Hargreaves Leese, II baronetto, e in gioventù frequentò la Ludgrove School ed il College di Eton. Con lo scoppio della prima guerra mondiale, egli venne inquadrato nelle Coldstream Guards dal 15 maggio 1915. Leese venne ferito tre volte durante la Battaglia della Somme nel 1916, venendo menzionato nei dispacci e onorificato del Distinguished Service Order.
Dopo la guerra egli rimase in servizio e venne promosso capitano nel 1921 frequentando lo Staff College di Camberley dal 1927 al 1928. Nel novembre del 1929 venne nominato maggiore di brigata della 1ª Brigata di fanteria della guardia e venne formalmente promosso al rango di maggiore alcuni giorni dopo, passando poi al grado di luogotenente-colonnello nel luglio del 1933.
Dal 1932 al 1938 Leese ricoprì molti incarichi di Stato maggiore, sino alla promozione a colonnello nel settembre del 1938 Nel 1938 venne destinato in India come istruttore della Scuola di Stato maggiore di Quetta. Il 17 gennaio 1937, alla morte di suo padre, gli succedette come baronetto.

### La seconda guerra mondiale
Leese ritornò nel Regno Unito dall'India nel marzo del 1940. Il suo ritorno era stato motivato dalla promessa del comando di una brigata in Norvegia ma con l'invasione tedesca dell'Europa occidentale nel maggio di quell'anno, egli aderì al quartier generale di Lord Gort come Deputato Capo dello Staff del British Expeditionary Force. Evacuò da Dunkerque con Lord Gort il 31 maggio
Al suo ritorno nel Regno Unito Leese ottenne il comando di un treno di una grande brigata, la 29ª di fanteria. Nel dicembre del 1940 venne nominato maggiore-generale e gli venne affidato il comando della West Sussex County Division che includeva anche la 29ª Brigata. Un mese dopo venne spostato al comando della 15ª Divisione scozzese. Nel giugno del 1941 gli venne affidato il comando della Guards Armoured Division.
Nel settembre del 1942 venne sottoposto al comando dell'8ª Armata sotto Bernard Montgomery nell'Africa settentrionale per assumere il comando di parte delle operazioni nel deserto occidentale come luogotenente-generale del XXX Corpo Montgomery si era fatto una buona opinione di Leese e lo tenne sempre in grande considerazione.
Leese comandò il corpo per il resto della campagna che si concluse con la resa delle potenze dell'Asse nel maggio del 1943 in Tunisia. Egli venne menzionato nei dispacci per il suo servizio in Nordafrica.
Il corpo prese poi parte nella Campagna d'Italia ed alla successiva invasione della Sicilia nel luglio del 1943 per poi fare ritorno nel Regno Unito per preparare l'invasione della Francia. Leese venne promosso temporaneamente al rango di luogotenente-generale nel settembre di quell'anno.

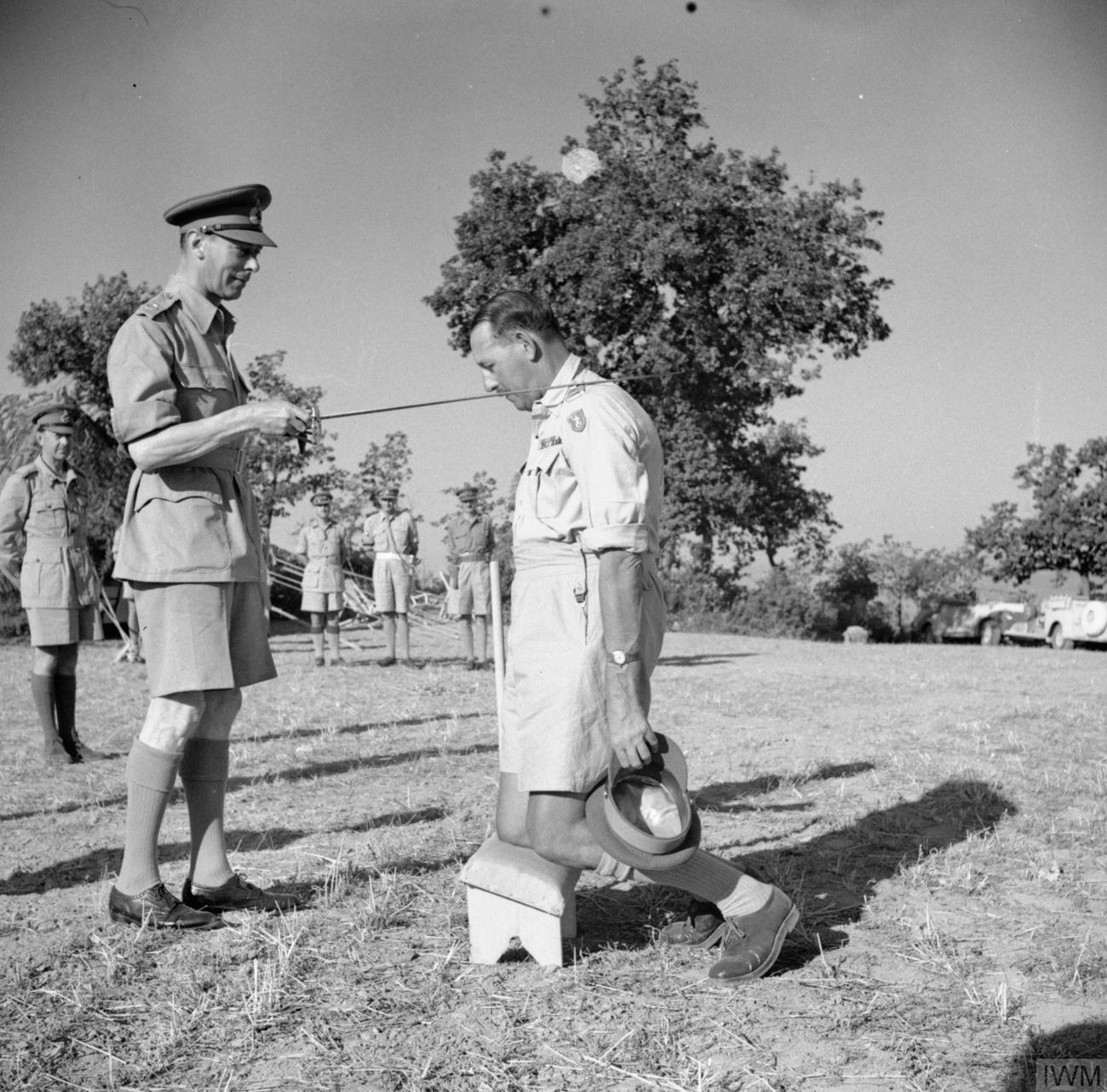
Leese mentre riceve il cavalierato sul campo da re Giorgio VI.

Il 24 dicembre 1943, ad ogni modo, Leese ricevette un telegramma che gli ordinava di tornare in Italia per succedere a Montgomery come comandante dell'VIII armata quando Montgomery dovette tornare in patria nel gennaio del 1944 per preparare lo Sbarco in Normandia. Leese ottenne quindi il comando dell'VIII armata e lo diresse nella Battaglia di Monte Cassino del maggio del 1944 e nell'Operation Olive sulla Linea gotica sul finire di quello stesso anno.
Nel settembre del 1944 venne nominato a succedere a George Giffard come comandante in capo all'11º Gruppo d'armate in Asia. Egli si trovò a dover dirigere una struttura inefficiente ed uno staff completamente fuori fase. Come ebbe modo di scrivere William Slim: "Leese aveva la sabbia nelle proprie scarpe e l'11º Gruppo è uno dei più decadenti." Malgrado questo Leese riuscì a ristabilire l'ordine e la disciplina riportando il decoro nell'armata.
Leese comandò la copertura di tre gruppi separati: il Northern Combat Area Command sotto il luogotenente-generale statunitense Daniel Isom Sultan, la XIV armata sotto il luogotenente-generale William "Bill" Slim nella Birmania centrale ed infine, nell'Arakan, il XV corpo indiano al comando del luogotenente-generale Philip Christison. Durante questa campagna egli riuscì a prendere Rangoon con degli sbarchi anfibi (Operazione Dracula) nel maggio del 1945.
Grazie all'operato di Slim e della XIV armata il corpo riuscì a prendere il controllo di Imphal e a riprendere Rangoon dopo la cacciata dei giapponesi da Burma. Dopo queste operazioni, come ricompensa, Leese chiese il trasferimento di Slim in madrepatria e propose al Supremo Comando dell'Asia Sud Orientale comandato da Louis Mountbatten, Alan Brooke. Il gesto venne però interpretato male e Slim si risentì molto verso il proprio superiore dopo le fatiche fatte e le difficili conquiste ottenute e minacciò di lasciare l'esercito non intendendo essere "messo a riposo". Quando la notizia circolò, soprattutto all'interno della XIV armata vi furono molti ammutinamenti di massa.
Leese venne obbligato a riaccogliere Slim quando il Supremo Comando dell'Asia Sud Orientale comandato da Louis Mountbatten glielo impose. Come già previsto, fu lo stesso Mountbatten a nominare poi Alan Brooke a rimpiazzare Leese.

### Dopo la guerra
Richard Mead nel suo volume Churchill's Lions suggeriva, guardando retrospettivamente alla seconda guerra mondiale, tre aggettivi per tre grandi protagonisti: Leese era ingenuo, Slim petulante e Mountbatten ambiguo. Il ritorno di Leese in patria, ad ogni modo, non venne sentito come un premio soprattutto dopo le ultime polemiche in India. La sua promozione a generale, inoltre, si dice sia stata ostacolata dallo stesso Mountbatten ed egli perciò si ritirò definitivamente dall'esercito nel gennaio del 1947 divenendo un noto orticultore dedicandosi anche alla scrittura e componendo diversi saggi sui cactus. Nel 1965 divenne presidente del Marylebone Cricket Club.. Nel 1958 prestò servizio come High Sheriff of Shropshire Oliver Leese si spense a Londra il 22 gennaio 1978.